# Dusona brevicornis
Dusona brevicornis là một loài tò vò trong họ Ichneumonidae.